# اسلام‌آباد مزرعه شماره یک
اسلام آبادمزرعه شماره یک، روستایی است از توابع بخش مرکزی شهرستان علی‌آباد در استان گلستان ایران.

## جمعیت
این روستا در دهستان کتول قرار دارد و براساس سرشماری مرکز آمار ایران در سال ۱۳۸۵، جمعیت آن ۱۵۰۱ نفر (۳۴۱خانوار) بوده‌است.